# Álvaro Lloreda Caicedo
Pour les articles homonymes, voir Lloreda et Caicedo.
Álvaro Lloreda Caicedo, né le 15 octobre 1903 et mort le 10 avril 1985, est un industriel, propriétaire de journal, et politicien colombien. 

## Biographie
En 1949, Lloreda, avec ses frères Mario et Alfredo, fonde le journal El País, qui est toujours publié aujourd'hui. Il fut directeur du journal pendant 25 ans.
Membre du parti Conservateur, il fut élu maire de sa ville natale, Santiago de Cali. Ensuite il fut élu au Congrès de la république de Colombie, servant à la fois à la Chambre des Représentants et au Sénat. [réf. nécessaire]
En 1974, il a été nommé Ambassadeur de Colombie en l'Espagne,,.

## Vie personnelle
Il a épousé Mercedes Caicedo de Lloreda de Costa Rica. De cette union naîtront trois enfants: Elvira, Alvaro Jose et Rodrigo Lloreda Caicedo.Le cadet de cette famille, Rodrigo, le suivit ses traces, autant dans le business journalistique que dans la politique.

## Héritage et honneurs
- En 1985, après le décès de Lloreda, la ville de Santiago de Cali publia un décret en son honneur, pour ses nombreuses contributions à la communauté.